# Berg (am Starnberger See)
Berg település Németországban, azon belül Bajorországban. Lakosainak száma 8321 fő (2023. december 31.).

## Népesség
A település népessége az elmúlt években az alábbi módon változott:
| Lakosok száma | 5106 | 6137 | 7951 | 8029 | 8139 | 8264 | 8218 | 8296 | 8419 | 8321 |
|               | 1970 | 1975 | 2011 | 2012 | 2014 | 2015 | 2017 | 2019 | 2022 | 2023 |